# Sindlingen

Le quartier (en rouge) au sein de l'arrondissement (en gris foncé) et de la ville (en gris clair)

Francfort-Sindlingen (en allemand : Frankfurt-Sindlingen) est un quartier de Francfort-sur-le-Main depuis le Ier avril 1928. La première mention documentée de la ville remonte à 797. La ville a profité au cours des 19e et 20e siècles de la croissance de la firme Hoechst, basée à proximité, pour voir sa population augmenter considérablement. En 1917, Sindlingen fut rattachée administrativement à Höchst qui fut elle-même absorbée par Francfort-sur-le-Main en 1928.

## Géographie
Le quartier de Sindlingen se situe à l'extrémité ouest de la ville, à environ 12km de Hauptwache, point central de la métropole. Il est bordé par le Main.